# Françay
Françay és un municipi francès, situat al departament del Loir i Cher i a la regió de Centre – Vall del Loira. L'any 2007 tenia 286 habitants.

## Demografia

### Població
El 2007 la població de fet de Françay era de 286 persones. Hi havia 104 famílies, de les quals 20 eren unipersonals (16 homes vivint sols i 4 dones vivint soles), 36 parelles sense fills, 44 parelles amb fills i 4 famílies monoparentals amb fills.
La població ha evolucionat segons el següent gràfic:
Habitants censats

### Habitatges
El 2007 hi havia 120 habitatges, 105 eren l'habitatge principal de la família, 7 eren segones residències i 8 estaven desocupats. Tots els 120 habitatges eren cases. Dels 105 habitatges principals, 95 estaven ocupats pels seus propietaris, 8 estaven llogats i ocupats pels llogaters i 2 estaven cedits a títol gratuït; 2 tenien dues cambres, 15 en tenien tres, 30 en tenien quatre i 58 en tenien cinc o més. 88 habitatges disposaven pel capbaix d'una plaça de pàrquing. A 39 habitatges hi havia un automòbil i a 63 n'hi havia dos o més.

### Piràmide de població
La piràmide de població per edats i sexe el 2009 era:
| Homes | Edats   | Dones |
| ----- | ------- | ----- |
| 0     | 95 o +  | 0     |
| 0     | 90 a 94 | 4     |
| 0     | 85 a 89 | 4     |
| 0     | 80 a 84 | 4     |
| 0     | 75 a 79 | 0     |
| 4     | 70 a 74 | 4     |
| 8     | 65 a 69 | 4     |
| 8     | 60 a 64 | 12    |
| 8     | 55 a 59 | 4     |
| 4     | 50 a 54 | 8     |
| 8     | 45 a 49 | 4     |
| 4     | 40 a 44 | 8     |
| 20    | 35 a 39 | 12    |
| 8     | 30 a 34 | 16    |
| 8     | 25 a 29 | 4     |
| 4     | 20 a 24 | 0     |
| 8     | 15 a 19 | 4     |
| 16    | 10 a 14 | 8     |
| 16    | 5 a 9   | 12    |
| 12    | 0 a 4   | 4     |

## Economia
El 2007 la població en edat de treballar era de 179 persones, 137 eren actives i 42 eren inactives. De les 137 persones actives 132 estaven ocupades (69 homes i 63 dones) i 5 estaven aturades (1 home i 4 dones). De les 42 persones inactives 15 estaven jubilades, 17 estaven estudiant i 10 estaven classificades com a «altres inactius».

### Ingressos
El 2009 a Françay hi havia 105 unitats fiscals que integraven 289 persones, la mediana anual d'ingressos fiscals per persona era de 18.431 €.

### Activitats econòmiques
Dels 5 establiments que hi havia el 2007, 2 eren d'empreses de construcció, 1 d'una empresa de comerç i reparació d'automòbils, 1 d'una empresa d'informació i comunicació i 1 d'una empresa de serveis.
Els 2 serveis als particulars que hi havia el 2009 eren fusteries.
L'any 2000 a Françay hi havia 8 explotacions agrícoles.

## Poblacions més properes
El següent diagrama mostra les poblacions més properes.